# 比塔朗伊什
比塔朗伊什是葡萄牙波尔图区的一个堂区。总面积3.52平方公里，总人口2536人，人口密度720.5人/平方公里。